# NGC 7415/1
NGC 7415/1 је спирална галаксија у сазвежђу Пегаз која се налази на NGC листи објеката дубоког неба.
Деклинација објекта је + 20° 15' 44" а ректасцензија 22h 54m 51,7s. Привидна величина (магнитуда) објекта NGC 7415 износи 14,7 а фотографска магнитуда 15,5. NGC 74151 је још познат и под ознакама UGC 12244, MCG 3-58-11, CGCG 453-23, PGC 69984.